# Clemente Albèri
Clemente Albèri, né en 1803 à Rimini et mort en 1864 à Bologne, est un peintre néoclassique italien du XIXe siècle.

## Biographie
Clemente Albèri a suivi une formation auprès de son père, Francesco Albèri, alors professeur de peinture à l'Académie des beaux-arts de Bologne. Il devint plus tard par lui-même professeur, au début à Pesaro puis, à Bologne. C'est aussi à cette époque qu'il peignit la coupole de la chapelle de la basilique San Domenico de Bologne. Il fut connu pour ses portraits et ses copies de peintures d'artistes de la Renaissance et de l'Ère baroque. Il peignit notamment une réplique de la Communion de saint Jérôme d'Agostino Carracci, commandée en 1825 par Clemente Spada Varalli pour l'église de Saint-Jérôme de Casara et des portraits de plusieurs figures éminentes de l'époque.

## Œuvres
Liste non-exhaustive de ses peintures :
- Ritratto della contessa Giulia Tomasi Amiani, huile sur toile, date inconnue ;
- Ritratto della contessa Ersilia Turrini-Rossi Marsigli, huile sur toile, date inconnue ;
- Communion de saint Jérôme, huile sur toile, 1825, Bologne, d'après Agostino Carracci ;
- Ritratto di Pio VII, huile sur toile, fin années 1820 ;
- Pietà, huile sur toile, vers 1841, Église Santa Maria Della Pietà à Bologne, d'après Guido Reni ;
- L'Extase de sainte Cécile, huile sur toile, 1861, Église San Giovanni in Monte (en) à Bologne, d'après Raphaël.